# Rauschnauzen-Geisterpfeifenfisch
Der Rauschnauzen-Geisterpfeifenfisch (Solenostomus paegnius) lebt im tropischen Indopazifik von der Küste Ostafrikas bis nach Australien, Malaysia und Indonesien und nördlich bis zum südlichen Japan.

## Merkmale
Die Art wird zwölf Zentimeter lang und ist variabel braun bis rot oder mehr oder weniger leuchtend grün gefärbt und oft weiß marmoriert. Auffallen sind die zahlreichen, fransenartigen Hautauswüchse, vor allem an der Unterseite der Schnauze. Kürzere Hautauswüchse finden sich auch auf der Schnauzenoberseite. Bei vielen Individuen sind Kopf, Körper und Flossen vollständig von „haarigen“ Filamenten bedeckt. 
- Flossenformel: Dorsale V/18–21, Anale 18–21.

## Lebensweise
Die Fische leben zunächst pelagisch und gehen erst bei fast maximaler Größe zur Fortpflanzung zum bodengebundenen Leben über. Sie leben dann in veralgten Fels- und Schutt-Riffen über sandigen und weichen Böden von knapp unterhalb der Wasseroberfläche bis in Tiefen von unter zehn Metern. Wie bei allen Geisterpfeifenfischen bilden die Weibchen mit ihren Bauchflossen eine Bruttasche und tragen die Eier bis zum Schlupf der Jungfische mit sich herum. Sie ernähren sich von Schwebegarnelen (Mysida) und anderen kleinen Krebstierchen.